# تشرتش اند (ارلسي)
تشرتش اند، ارلسي (بيدفوردشير) (بالإنجليزية: Church End, Arlesey)‏ هي قرية تقع في المملكة المتحدة في شرق انجلترا.